# کوکوپلی

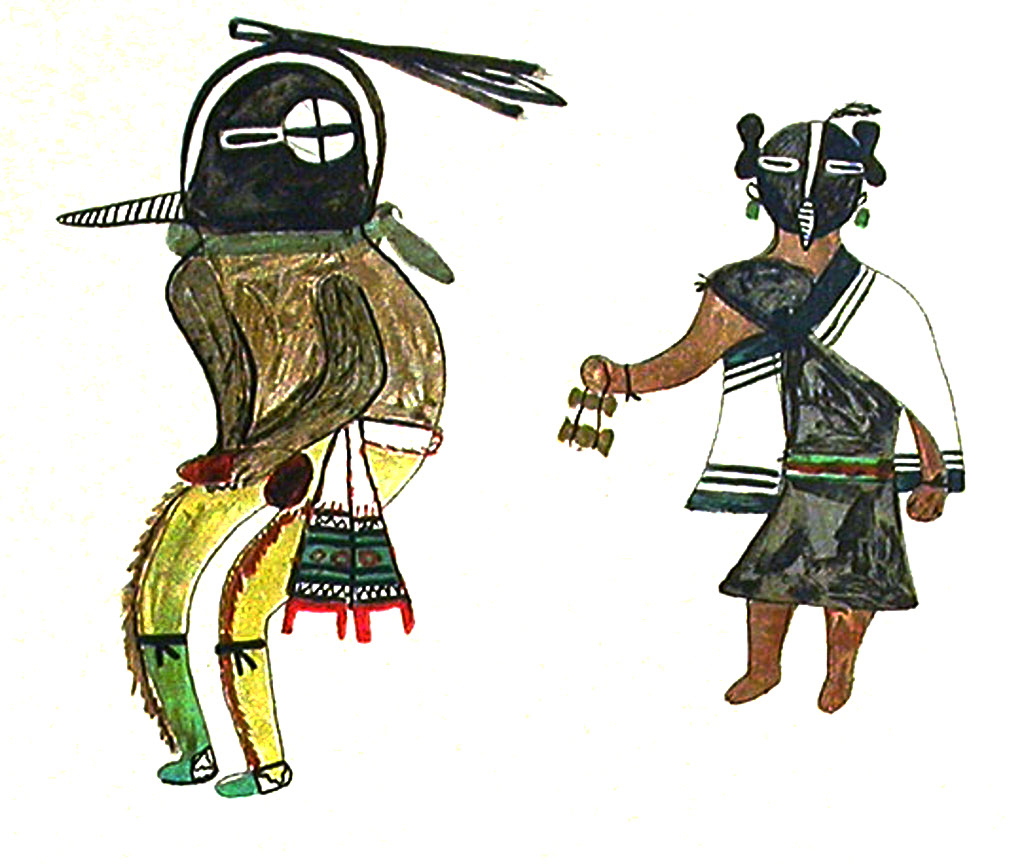

کوکوپلی (انگلیسی: Kokopelli) یک خدای باروری است که معمولاً به صورت یک نوازنده فلوت گوژپشتی (اغلب با پرها یا برآمدگی‌های شاخک مانند روی سرش تصویر می‌شود. مورد تکریم توسط برخی از فرهنگ‌های سرخپوستان ایالات متحده آمریکا در ایالت‌های جنوب غربی آمریکا است. مانند بسیاری از خدایان باروری، کوکوپلی هم بر زایمان و هم بر کشاورزی ریاست دارد. او همچنین یک خدای حیله‌گر و استاد نشان دهنده روح موسیقی است.